# کراکووکی-زجخه
کراکووکی-زجخه (به لهستانی:  Krakówki-Zdzichy) یک روستا در لهستان است که در گمینا گروجیسک واقع شده‌است.
 کراکووکی-زجخه  ۶۰ نفر جمعیت دارد.